# Télévision en réseau de Chine
Télévision en réseau de Chine (chinois : 中国网络电视台 ; pinyin : Zhōngguó wǎngluò diànshìtái, également traduit en anglais en China network Television ou CNTV) est un réseau de site dépendant de la télévision centrale de Chine (CCTV). Elle est organisée en sites spécialisés diffusant des articles et vidéos dans différents domaines.